# 2010년 세계 배드민턴 선수권 대회
제18회 세계 배드민턴 선수권 대회는 세계 배드민턴 연맹(BWF) 주관으로 2010년 8월 23일에서 29일까지 프랑스 파리 스타드 피에르 드 쿠베르탱에서 열린 국제 배드민턴 대회이다.

### 나라별 메달 집계
| 순위 | 국가          | 금메달 | 은메달 | 동메달 | 합계 |
| ---- | ------------- | ------ | ------ | ------ | ---- |
| 1    | 중국          | 5      | 3      | 3      | 11   |
| 2    | 인도네시아    | 0      | 1      | 1      | 2    |
| 3    | 말레이시아    | 0      | 1      | 0      | 1    |
| 4    | 중화 타이베이 | 0      | 0      | 2      | 2    |
| 4    | 덴마크        | 0      | 0      | 2      | 2    |
| 4    | 대한민국      | 0      | 0      | 2      | 2    |
| 합계 | 합계          | 5      | 5      | 10     | 20   |